# Allium kossoricum
Allium kossoricum är en amaryllisväxtart som beskrevs av Aleksandr Vasiljevitj Fomin. Allium kossoricum ingår i släktet lökar, och familjen amaryllisväxter. Inga underarter finns listade i Catalogue of Life.